# Änketårar
Änketårar (Tinantia erecta) är en himmelsblomsväxtart som först beskrevs av Nikolaus Joseph von Jacquin, och fick sitt nu gällande namn av Edward Fenzl. Enligt Catalogue of Life ingår Änketårar i släktet änketårssläktet och familjen himmelsblomsväxter, men enligt Dyntaxa är tillhörigheten istället släktet änketårssläktet och familjen himmelsblomsväxter. Arten förekommer tillfälligt i Sverige, men reproducerar sig inte. Inga underarter finns listade.

## Bildgalleri

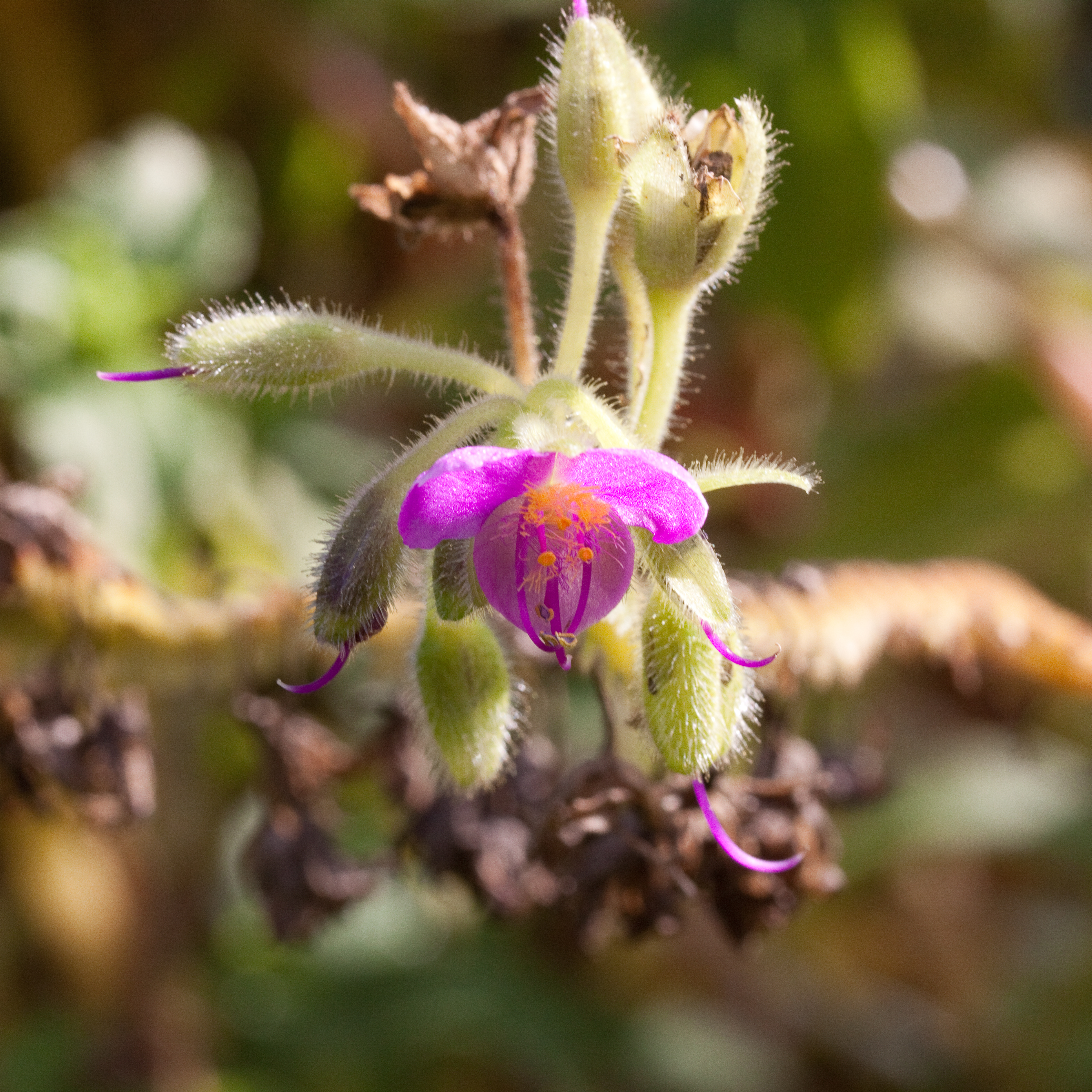